# Edward Stutterheim
Edward Stutterheim (Ámsterdam, 11 de agosto de 1908-Opio, Francia, 13 de abril de 1977) fue un deportista neerlandés que compitió en vela en la clase Star. Participó en dos Juegos Olímpicos de Verano en los años 1948 y 1952, obteniendo una medalla de bronce en Londres 1948 en la clase Star.

## Palmarés internacional
| Juegos Olímpicos | Juegos Olímpicos      | Juegos Olímpicos  | Juegos Olímpicos |
| Año              | Lugar                 | Medalla           | Clase            |
| ---------------- | --------------------- | ----------------- | ---------------- |
| 1948             | Londres (Reino Unido) | Medalla de bronce | Star             |